# Symplecta antipodarum
Symplecta antipodarum är en tvåvingeart som först beskrevs av Alexander 1953.  Symplecta antipodarum ingår i släktet Symplecta och familjen småharkrankar. Inga underarter finns listade i Catalogue of Life.